# Muricaria
Muricaria é um género botânico pertencente à família Brassicaceae.